# Maple Leaf Cemetery
Maple Leaf Cemetery is een Britse militaire begraafplaats met gesneuvelden uit de Eerste Wereldoorlog, gelegen in het Belgische dorp Nieuwkerke, een deelgemeente van Heuvelland. De begraafplaats ligt vlak bij de grens met Frankrijk op zo'n 2,9 km ten zuiden van de markt van Nieuwkerke. Ze werd ontworpen door George Goldsmith en wordt onderhouden door de Commonwealth War Graves Commission. Het langwerpig terrein is ongeveer 1.085 m² groot en wordt omgeven door een bakstenen muur en een haag. De open toegang ligt in de zuidwestelijke hoek waar ook het Cross of Sacrifice staat. Er liggen 176 soldaten begraven.

## Geschiedenis
Deze begraafplaats werd in december 1914 gestart door gevechtseenheden en medische posten (Field ambulances) die toen in de buurt waren opgesteld. De begraafplaats werd genoemd naar de 3th Canadian Field Ambulance die hier tussen juli 1915 en april 1916 gestationeerd was. De laatste Britse gesneuvelde werd hier begraven in december 1917, maar in april 1918 kwam deze sector door het Duitse lenteoffensief in vijandelijke handen waardoor hier ook enkele Duitse slachtoffers werden begraven.
Er liggen 80 Britten, 4 Australiërs, 39 Canadezen, 43 Nieuw-Zeelanders, 1 Zuid-Afrikaan en 9 Duitsers (waarvan 2 niet geïdentificeerd konden worden) begraven.
De begraafplaats werd in 2009 als monument beschermd.

## Graven

### Onderscheiden militairen
- T.O. Ross, sergeant bij de Canadian Infantry en George Syme, sergeant bij de New Zealand Field Artillery werden onderscheiden met de Distinguished Conduct Medal (DCM).
- de sergeanten A.J. Rogers en John Denis Supple, korporaal W. Tompkins en soldaat Samuel Kingsbury Osborne ontvingen de Military Medal (MM).

### Minderjarige militair
- Syd Currie, soldaat bij het 3rd Bn. Canadian Infantry Regiment (Ontario Regiment) is het jongste slachtoffer op deze begraafplaats. Hij was slechts 17 jaar toen hij op 3 juli 1915 sneuvelde.

### Gefusilleerde militair
- Albert Parry, soldaat bij het 2nd West Yorkshire Regiment werd wegens desertie op 30 augustus 1917 gefusilleerd.[2]

### Aliassen
- soldaat Thomas Lothian diende onder het alias T. Anderson bij de Northumberland Fusiliers.
- soldaat Harry Watson diende onder het alias John William Black bij het Otago Regiment, N.Z.E.F..